# 丸岡藩 (越前國)
丸岡藩（日语：／ Maruoka han */?）是日本江戶時代的藩領，藩廳位於丸岡城（越前國坂井郡）。

## 藩史
原先是福井藩的領地，後來因為藩內內亂，重臣今村盛次被判罪。1613年（慶長18年），本多成重入主丸岡。直到第四代本多重益因沉迷酒色而導致家臣之間的內亂，最後被改易。
之後由糸魚川藩藩主有馬清純入主，後期更昇格為譜代大名當中有馬譽純就任若年寄以及第8代藩主有馬道純就任老中。直到1871年廢藩置縣為止。

## 歷代藩主

### 本多氏
4万3000石。（譜代）
1. 本多成重
2. 本多重能
3. 本多重昭
4. 本多重益

### 有馬氏
5万石。（外樣→譜代）
1. 有馬清純
2. 有馬一準
3. 有馬孝純
4. 有馬允純
5. 有馬譽純
6. 有馬德純
7. 有馬溫純
8. 有馬道純